# Korengarst (buurtschap)
Korengarst is een buurtschap in de gemeente Midden-Groningen in de provincie Groningen. Het ligt ten noorden van Noordbroek, parallel aan de N33. De buurt bestaat uit zes boerderijen, die op een lage, zandige stuwwal liggen. 
Korengarst behoorde vanouds tot het kerspel Noordbroek. Sinds 1660 behoort het samen met Stootshorn tot het kerspel Noordbroeksterhamrik, dat eigen dijkrechters had. De buurt wordt in 1563 voor het eerst genoemd als Koerengast. De naam geeft aan dat de boerderijen behoorden tot een zandige hoogte of garst, die deels als akkerland werd gebruikt. 
Het gebied bestond oorspronkelijk uit een hoogveenontginning uit de 9e of 10e eeuw. Het gebied verdronk door de inbraak van de Dollard in de 15e eeuw. De zandrug vormde een tijdlang de westelijke begrenzing van de Dollard. Ten westen van Korengarst ligt een dun klei-op-veendek., dat zich voortzet tot de omgeving van het Slochterbos.
Ten noorden van Korengarst zijn sporen gevonden die mogelijk wijzen op een verdwenen kerkdorp. Deze locatie staat bekend als Rommelskerken.

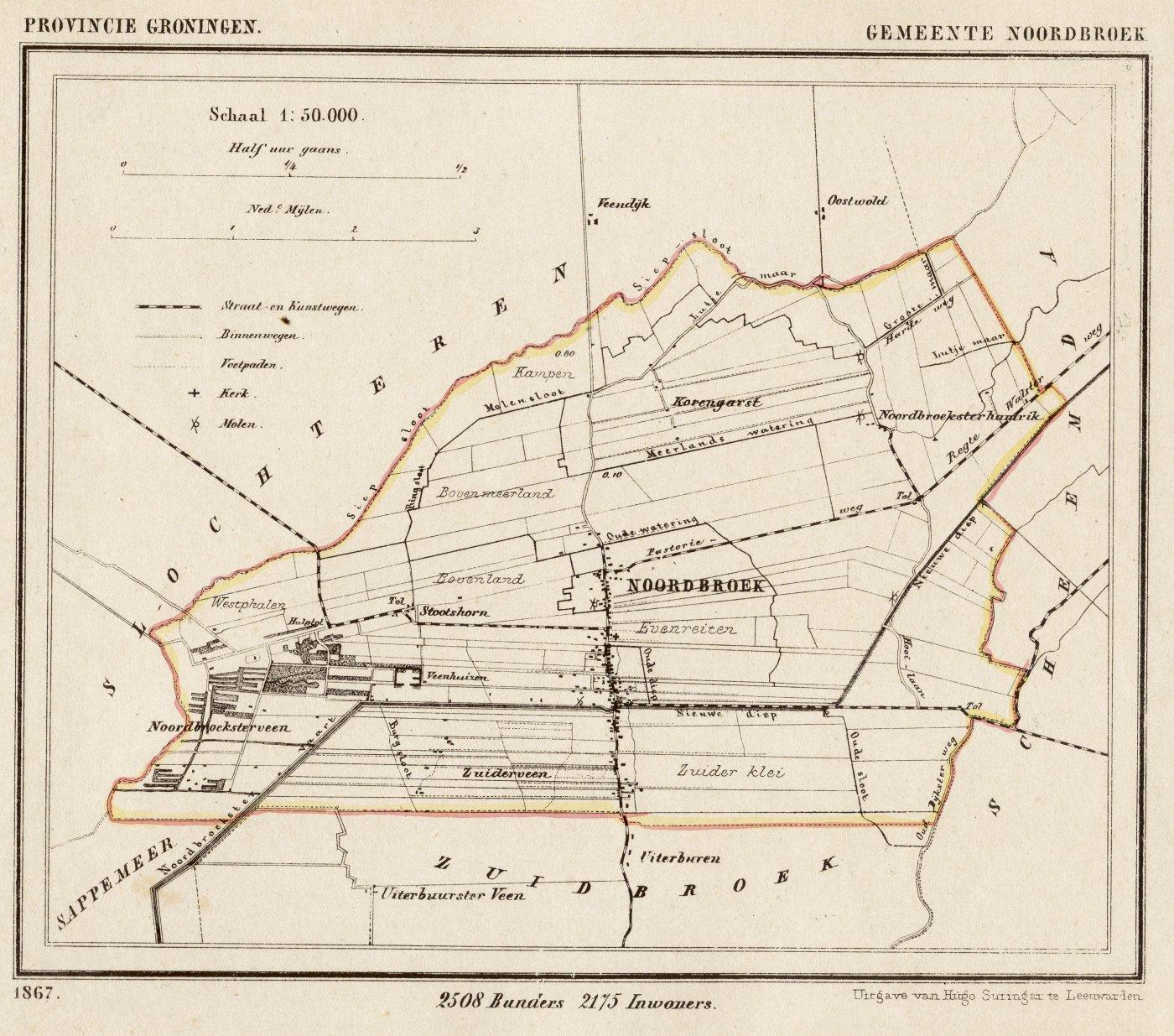
Korengarst op een kaart van de voormalige gemeente Noordbroek uit 1867.